# Camponotus varians
Camponotus varians är en myrart som beskrevs av Julius Roger 1863. Camponotus varians ingår i släktet hästmyror, och familjen myror. Inga underarter finns listade.